# Heinrich Klug

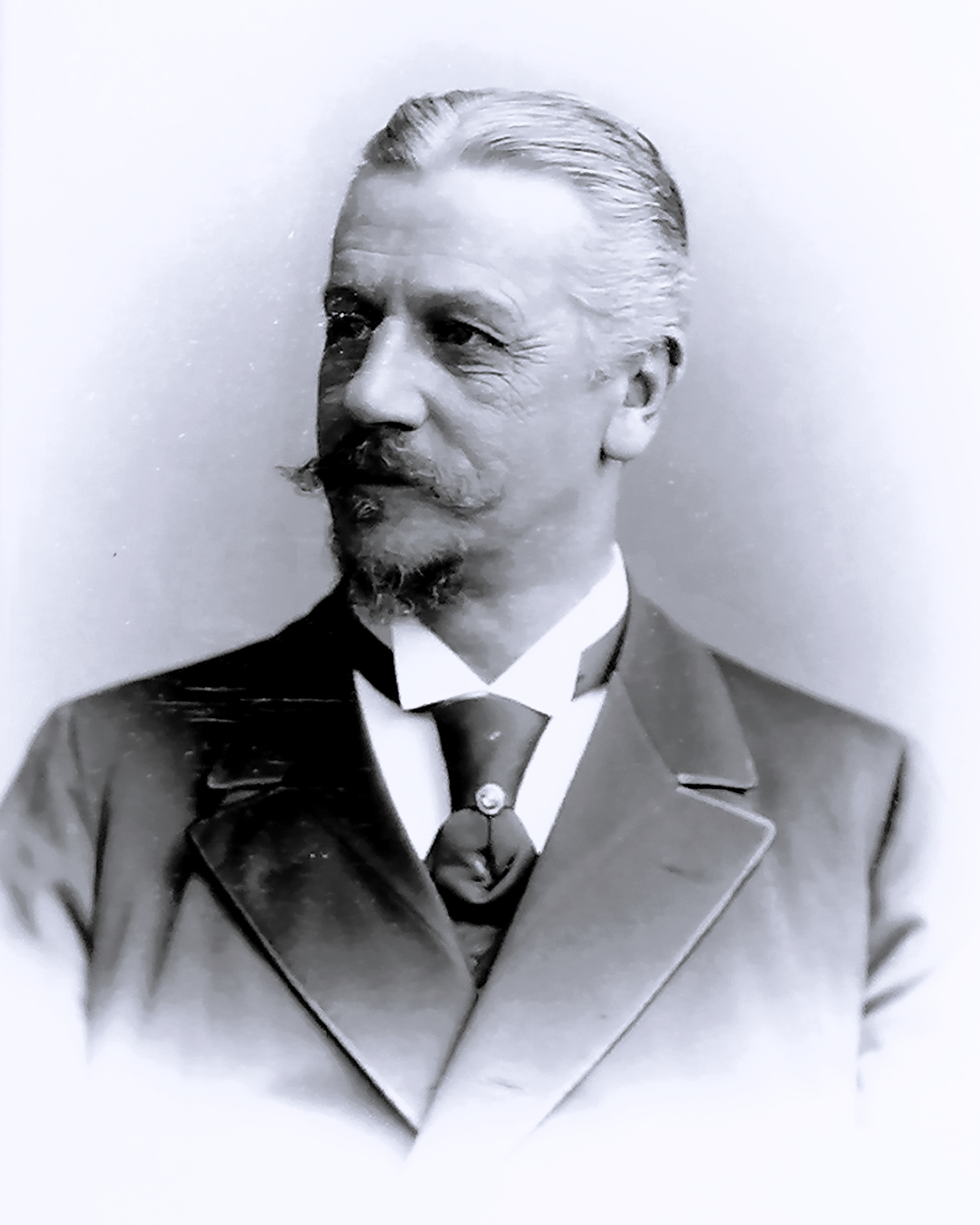
Heinrich Klug

Heinrich Klug (* 30. Mai 1837 in Schlutup; † 6. Mai 1912 in Lübeck) war Senator und Bürgermeister der Hansestadt Lübeck.

## Leben

### Herkunft
Heinrich wurde als Sohn Marcus Jochim Carl Klugs, Pastor der St. Andreas-Kirche in Schlutup, geboren. 1840 wurde dieser Hauptpastor der Lübeckischen St. Jakobi-Kirche. Sein Vater war auch ein Mitglied der Bürgerschaft und Historiker.

### Laufbahn
Nach seiner glänzend bestandenen juristischen Prüfung ließ sich Klug 1861 als Advokat in der Hansestadt nieder und sollte bald einer der gesuchtesten Anwälte der Stadt werden. Der sich aller öffentlichen Angelegenheiten annehmende Jurist erwies sich in deren Vertretung als schlagfertiger Debatter.
Ab 1867 war Klug Mitglied der Bürgerschaft. Schätzenswerte Dienste wurden dort von ihm für das lübeckische Gemeinwesen geleitet. Folglich wählte man ihn dreimal in den Bürgerausschuss. In den Jahren 1875 und 1876 bekleidete er dort das Amt des Wortführers. Danach, bis zu seiner Erwählung in den Senat, wurde er Wortführer in der Bürgerschaft.
Das Vertrauen seiner Mitbürger erwählte Klug am 9. Juni 1879 in den Senat. Dieses war das höchste von ihm zu vergebene Ehrenamt. In seiner langen Amtstätigkeit machte er sich um das Armenwesen, auf dem Gebiet des Stadt- und Landamtes, des Eisenbahnwesens in Verbindung mit er Verlegung des Bahnhofs der Lübeck-Büchener Eisenbahn und des Bauwesens samt dessen Gesetzgebung verdient. Als Vorsitzender des Bauwesens wurde er ebenfalls der Vorsitzende der aus ihr hervorgegangenen Kanalbaubehörde. Insbesondere mit dem Bau des Kanals verbleibt der Name Klug unzertrennlich mit dem des Kanalbauers Rehder verbunden.
In der Amtsperiode 1899/1900 hatte Klug erstmals das des Staatsoberhauptes inne. Den Abschluss der damals so genannten „Kieler Woche“ bildeten 1899 die von Hermann Fehling dereinst ins Leben gerufenen Regattatage in Travemünde. Am 1. Juli avisierte Paul Metternich, dass der Kaiser am gleichen Tage zu Wasser mit dem Dampfer „Schneewittchen“ des Admirals Koester in die Hansestadt käme und sein Besuch als ein privater anzusehen wäre. Der Lübecker Yacht-Club wurde im August 1898 gegründet und Klug war zu dessen Ehrenvorsitzendem ernannt worden. In dieser Eigenschaft empfing er in deren Kleidung zusammen mit Fehling, dem Präses der Kammer und Vorsitzenden des LYC, und Friedrich Ewers, Mitglied des Vorstandes, den Kaiser bei der Brücke an der Braunstraße. Neben dem Kaiser in der Kutsche sitzend, wurde die Braunstraße hinaufgefahren und im Hansesaal des Ratskellers im Hansasaal gegessen. Dort saß der Bürgermeister zur Rechten des Kaisers und zur Linken des Erbgroßherzogs v. Oldenburg.

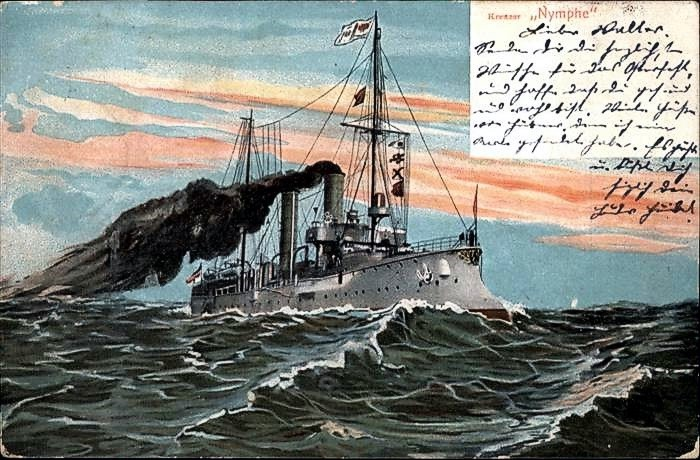
Die Nymphe

Am 20. November 1899 reiste der Bürgermeister in Begleitung des Senators Emil Wolpmann zur Germaniawerft nach Kiel. Am Folgetag taufte er einen Kreuzer auf den Namen Nymphe. Im Anschluss hieran setzte er telegraphisch den auf Schloss Windsor in London weilenden Kaiser hiervon in Kenntnis. Dieser antwortete hocherfreut über dieses Ereignis am Geburtstage seiner Mutter. In der Messe des Kreuzers sollte sich später das Gemälde „Blick auf Lübeck“ befinden. Elisabeth Reuter, eine Lübecker Künstlerin, hatte dieses im Auftrag des Lübecker Senates gemalt.
Bei der Großjährigkeitsfeier des Kronprinzen im Mai 1900 vertrat Kluge die Hansestadt.

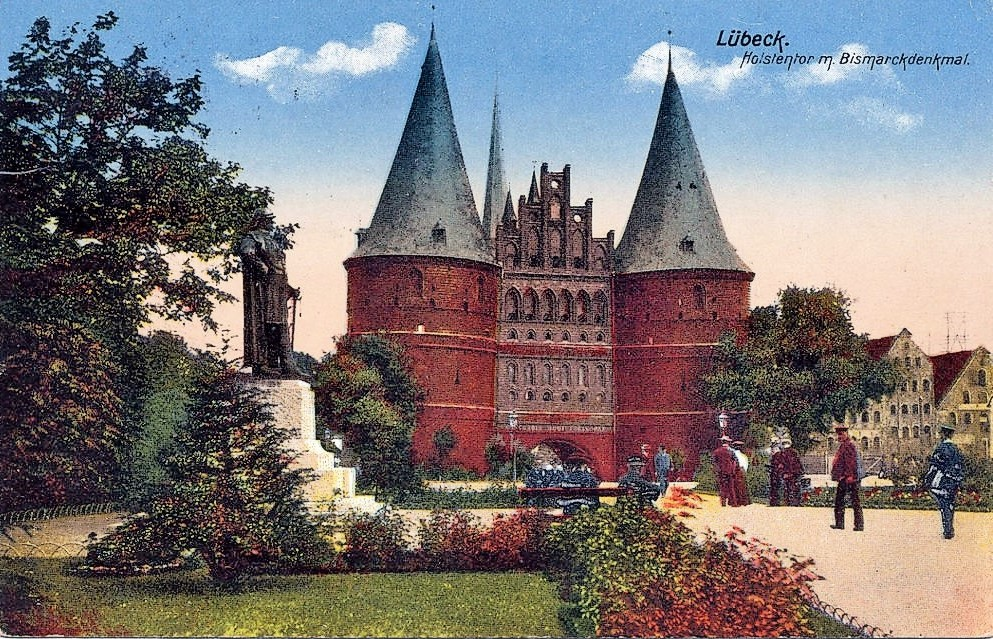
Holstentor mit Bismarckdenkmal

In der Amtsperiode 1903/1904 war Kluge nochmals das Lübeckische Staatsoberhaupt.
Am Sedantag des Jahres 1903 wurde auf dem heutigen Holstentorplatz die von Emil Hundrieser gefertigte Statue des ersten Reichskanzlers Otto von Bismarck enthüllt. Auf dessen Sockel stehend, dankte Klug dem anwesenden Künstler sowie den Mitwirkenden. Das Denkmal enthüllend nahm er es im Namen des Senates und der Bürgerschaft entgegen und schmückte es im Anschluss als erster mit einem Lorbeerkranz.

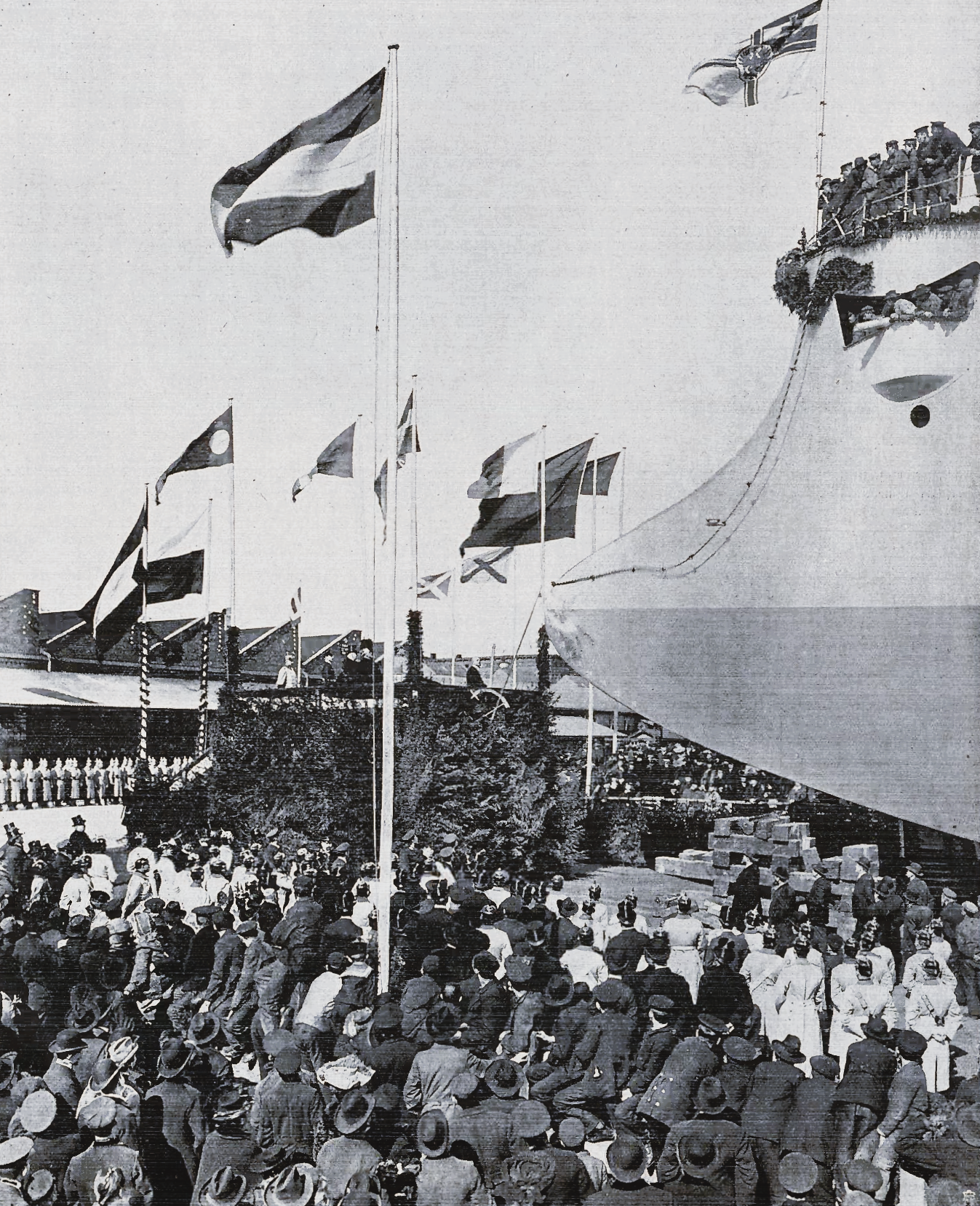
Der Moment des Zerschellens der Champagnerflasche

Auf Wunsch des Kaisers Wilhelm II. wurde das als Ersatz des Kleinen Kreuzers Meteor gedachte Schiff am 26. März 1904 auf der Vulcanwerft in Bredow bei Stettin auf den Namen der Freien und Hansestadt getauft. Bürgermeister Klug (x)  hielt in Begleitung des Senators Friedrich Heinrich Bertling aus der Patenstadt der Lübeck die Taufrede. Der Name Lübeck war dadurch wieder in der Marine, wie einst in der alten Reichskriegsflotte vom Jahre 1848 die Korvette Lübeck, vertreten.

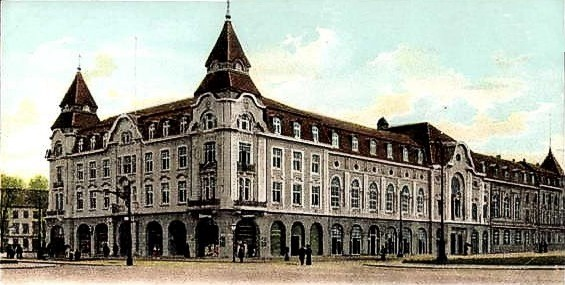
Hotel Kaiserhof

Seit dem 1. April 1897, Geburtstag Bismarcks, hatte Lübeck mit dem 3. Hanseatischen Infanterie-Regiment Nr. 162 sein eigenständiges Regiment. Dieses nahm im Herbst 1904 erstmals an dem Kaisermanöver teil. In Altona, wo sich der Sitz des Generalkommandos des IX. Armee-Korps befand, fand am 5. September nach der Kaiserparade in Lurup im Festsaal des Kaiserhofs die Paradetafel statt. Als Höhepunkt dieser Veranstaltung, bei der die Bürgermeister der drei im Korps vertretenen Hansestädte (Carl Georg Barkhausen, Johann Georg Mönckeberg und Heinrich Klug) vom Kaiser erfuhren, dass die in deren Städten garsonierten Regimenter fortan die Namen Regiment Bremen, Regiment Hamburg und Regiment Lübeck führten.
Seinem unaufhaltsamen körperlichen Verfall Rechnung tragend, legte er am 1. Dezember 1907 seine Ämter nieder und verließ in den Ruhestand tretend die Öffentlichkeit. Die Wahl seines Nachfolgers, Senat und Bürgerschaft erwählten am 16. Dezember 1907 im Plenum den Handelskammersyndikus Kalkbrenner in den Senat, sollte, da der Gewählte erst 32-Jährige weder Jurist, noch zuvor Mitglied der Bürgerschaft gewesen ist, ein Novum bilden.
Darüber hinaus war er als in der Musterbahn 17 im Vorstand der Domgemeinde, ebenso war er Vorstandsmitglied des Heiligen-Geist-Hospitals und der Westerauer Stiftung.
„Sein Leben war Mühe und Arbeit, also war es köstlich.“ Als überzeugter Freimaurer – denn auch die Lübecker Freimaurerloge Zur Weltkugel, der er seit 1857 angehörte, trauerte an der Bahre ihres Ehrenmeisters – hatte Klug diese Erkenntnis nicht nur vor Augen gehabt, sondern auch stets bestätigt.

#### Elbe-Trave-Kanal

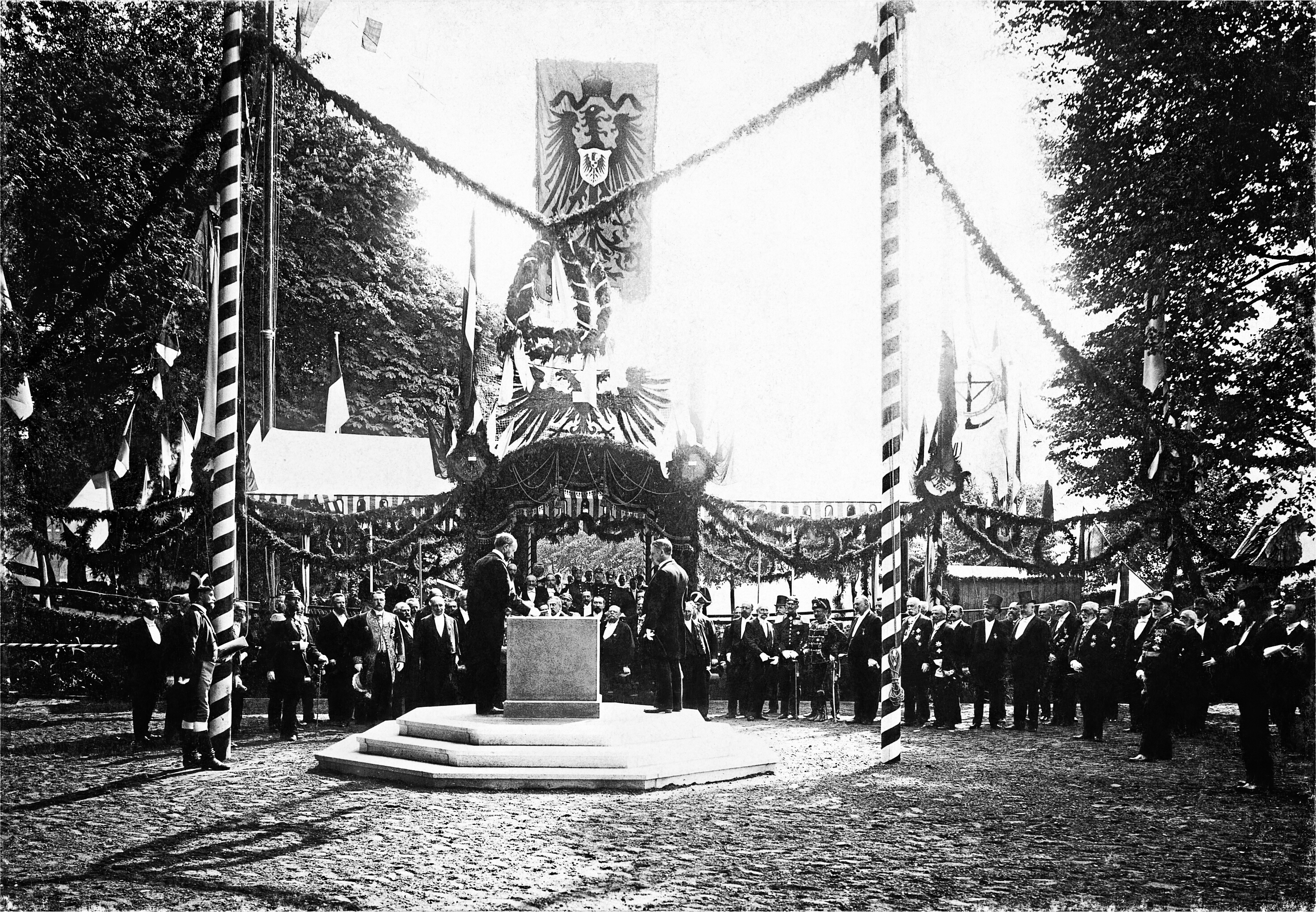
Grundsteinlegung des Elbe-Trave-Kanals

Die Lubeca vor dem Kaisertor bei der Kanaleröffnung 1900

Das Hauptverdienst um seine Vaterstadt war Klugs unermüdliches, unbeirrbares Eintreten für den Bau eines Elbe-Trave-Kanals. In dieser Eigenschaft war er am 31. Mai 1895 zur Grundsteinlegung des Kanals in Lübeck. Nach den Schlägen mit dem silbernen Hammer durch Senator Wolpmann schlug Senator Klug, gefolgt von dem Oberbaudirektor, Peter Rehder, den Granitstein und übernahm sein Werk in aller Form mit den Worten: „Bei dem großen und schwierigen Bau bleibe Gunst und Glück mir treu. Das walte Gott.“ Von 1896 an war er Vorsitzender der Kanalbaubehörde. Diese seine Lebensarbeit wurde von Erfolg gekrönt und er selbst konnte als Bürgermeister die Einweihung der neuen Lebensader der alten Hansestadt vornehmen. Bei dieser fuhr er zusammen mit dem Kaiser und anderen Honoratioren der Stadt vom Kaisertor in den Lübecker Wallanlagen auf dem Kanal zur neuen Burgtorbrücke in der Senatsbarkasse Lubeca. Für diesen Streckenabschnitt war die Aufstauung der Wakenitz erforderlich und der Durchstich der Halbinsel vor dem Burgtor brachte die größten topografischen Verwerfungen, die erst nach längerer Zeit städtebaulich einigermaßen beordnet werden konnten, mit sich.

#### Parcham’sche Stiftung
„Sein“ Padelügge lag Klug besonders am Herzen. Sowohl die Vorsteherschaft als auch die Gutseingessessenen waren dankbar für die nachhaltige Förderung, die der Stiftung durch seinen weitsichtigen Blick zuteilgeworden war.

#### Gesellschaft zur Beförderung gemeinnütziger Tätigkeit
Mehr als 50 Jahre war Klug Mitglied der Gesellschaft zur Beförderung gemeinnütziger Tätigkeit. Zweimal, von 1880 bis 1883 und von 1886 bis 1889, bekleidete er das arbeitsreiche Amt des Direktors. Die Wiederholung seiner Wahl, unmittelbar nachdem er von 1883 bis 1886 als stellvertretender Direktor amtierte, war zwar ungewöhnlich, signalisierte aber höchstes Vertrauen in seine Fähigkeiten. Galt es doch, für die Zeit des 100-jährigen Bestehens der Gesellschaft den Mann zu finden, der in selbstloser Hingabe und mit organisatorischen Geschick den würdigen Ausbau des Festes vorzubereiten und es selbst zu leiten imstande war.
der Parchamsche Stiftung,
Das Handelsmuseum, die Geographische Gesellschaft, der Verein von Musikfreunden oder die „dritte Kleinkinderschule“ wurden in seiner Amtszeit unter seiner lebhaften Förderung gebildet bzw. der Gesellschaft angegliedert.

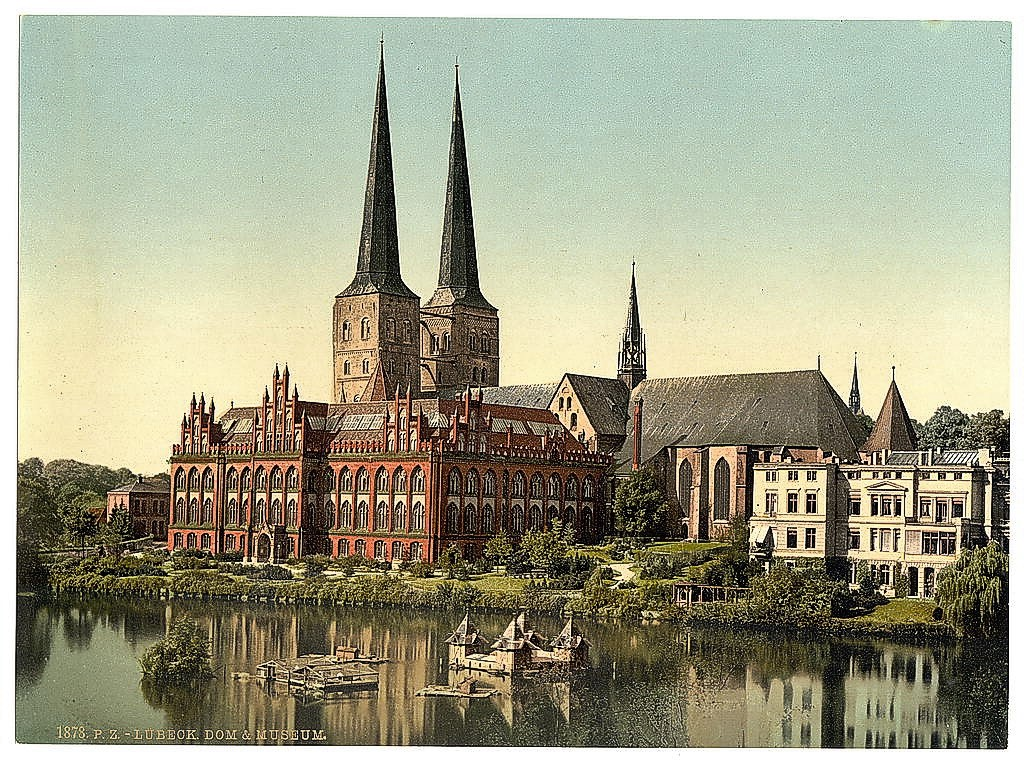
Museum am Dom

Eine sehr tatkräftige Förderung bis zur endlichen Verwirklichung erfuhr durch Klug der Gedanke des Neubaus eines Museumsgebäudes an der Stelle des alten Krankenhauses am Dom. Er wurde Mitglied des Museumsverwaltungsausschusses und Vorstand des Gewerbemuseums.
Seine Tätigkeit als Mitglied des Vereins für Lübeckische Geschichte, des Vereins für Statistik, des Gewerbeausschusses und besonders der Turnanstalt wurde als ihn rühmend bezeichnet. Das während seines Direktorates gefährdete Fortbestehen der kaufmännischen Fortbildungsschule konnte durch seine Neuorganisation der Schule abgewendet werden. Die Erweiterung der Spar- und Anleihe-Kasse durch die Pfennigsparkasse war ihm zu verdanken.
Zusammen mit Bürgermeister Schön war er unablässig darum bemüht, bis sie es schließlich in der Königstraße 5 fanden, für die Gesellschaft ein würdiges Heim zu finden.

## Auszeichnungen

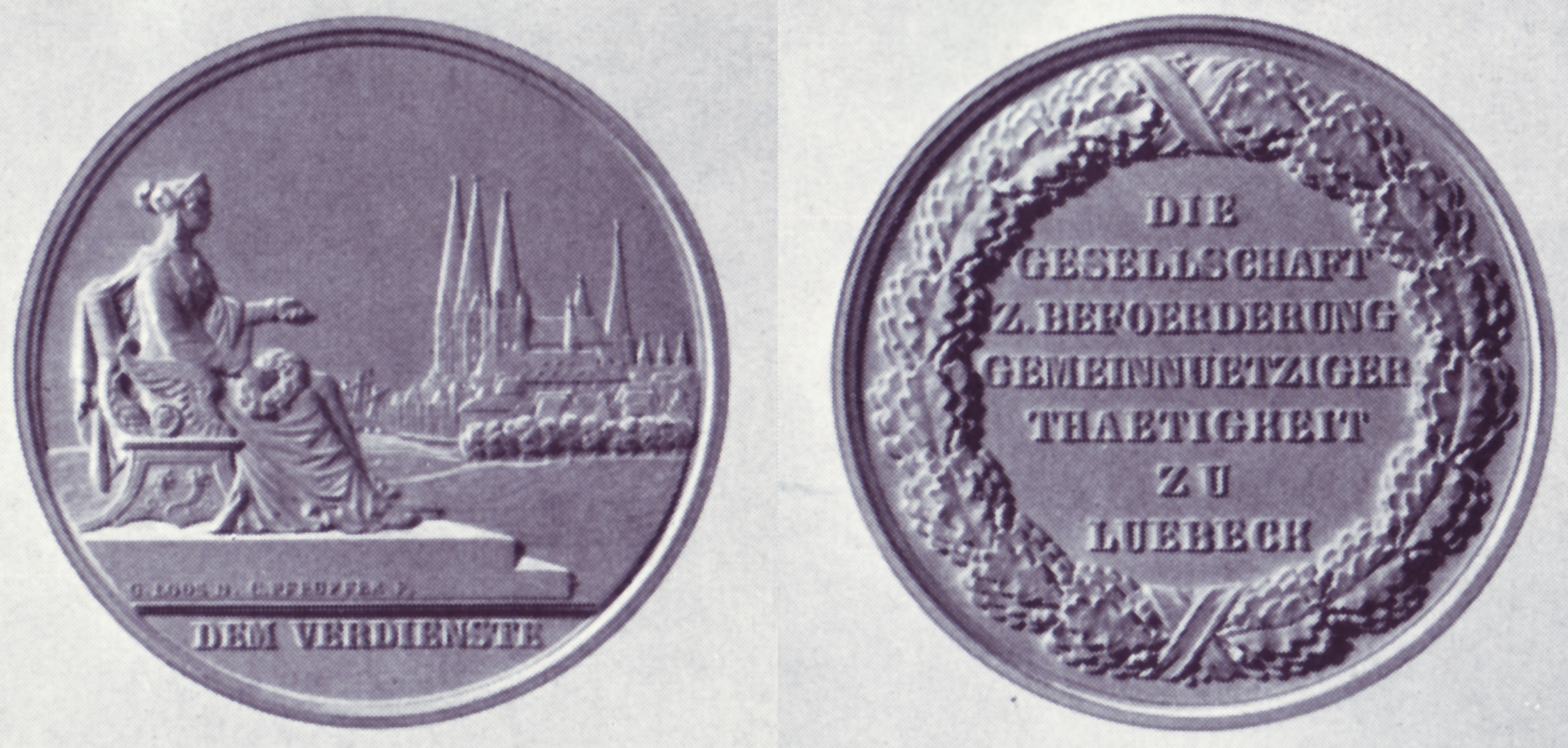
Denkmünze der Gemeinnützigen

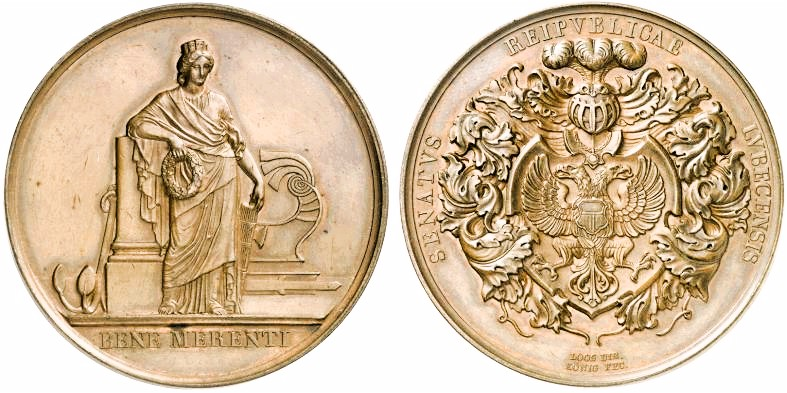
Ehrendenkmünze des Senates

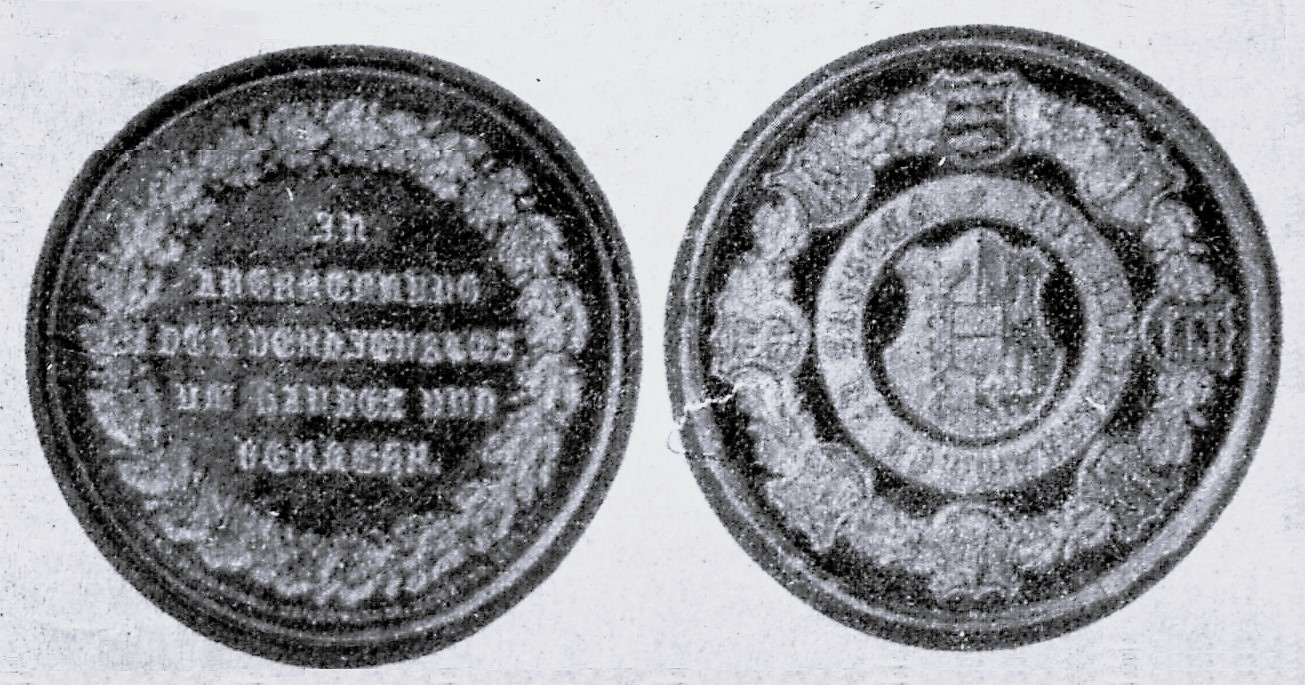
Ehrendenkmünze der Handelskammer

Was in einem monarchischen Staate der Orden war, ist in einem Staatswesen wie dem Lübeckischen, das auf Selbstverwaltung beruhte, eine schlichte Gedenkmünze gewesen. Solcher Denkmünzen werden in Lübeck drei verliehen. Mit der ersten zeichnete der Senat, mit der Zweiten die Handelskammer und der Dritten die Gesellschaft zur Beförderung gemeinnütziger Tätigkeit aus.
Mit Rücksicht auf seine Verdienste im Allgemeinen und um die Gründung des Museums im Besonderen wurde am Tag der Museumseröffnung von Gemeinnützigen mit deren Denkmünze als höchster Auszeichnung ausgezeichnet.
Am 29. Mai 1907 wurde anlässlich des Senators 70. Geburtstag die Strecke des Kanalhafens von der Einmündung des Elbe-Trave-Kanals in die Trave bis zur Hüxtertorbrücke der, noch heute bestehende, Name „Klughafen“ beigelegt.
Als der Bürgermeister am Donnerstag, den 9. Juni 1907 die 25. Wiederkehr des Tages, an welchem er von dem Vertrauen seiner Mitbürger getragen in den Senat der Freien und Hansestadt erwählt wurde, übersandte ihm der Kaiser ein Glückwunschtelegramm.
Des Weiteren erhielt er an jenem Tage noch die beiden, die ihm noch nicht verliehen worden waren, höchsten Auszeichnungen der Stadt. So wurde ihm vom Senat die Goldene Ehrengedenkmünze Bene Merenti und von der Handelskammer, als Vorstand der Lübecker Kaufmannschaft, deren Ehrendenkmünze in goldener Ausprägung „für Verdienste um Handel und Verkehr“ verliehen.

## Trivia
Nach dem Tode des Senators Mann am 13. Oktober 1891 wurde Konsul Fehling und der Weinhändler Tesdorf zum Vormund einer fünf hinterlassenen Kinder bestellt.
Thomas Mann war zu diesem Zeitpunkt 16 Jahre alt. In seinem Roman Die Buddenbrooks, wofür er später den Nobelpreis erhalten sollte, begegnen wir verschiedenen Lübeckern. So treffen wir auf Heinrich Klug als Branddirektor Gieseke.